# Cruz de Lastra
Cruz de Lastra es un vértice geodésico situado en el municipio cántabro de Valderredible (España).
Se encuentra en un alto junto a un acantilado conocido como «La Cruz de la Lastra». Marca una altitud de 1029,80 m s. n. m. en la base del pilar. Se puede ascender desde Espinosa de Bricia, mediante un camino apto físicamente para ser transitado por vehículos todo terreno.